# Macrocheilus chaudoiri
Macrocheilus chaudoiri – gatunek chrząszcza z rodziny biegaczowatych, podrodziny Anthiinae i plemienia Helluonini.

## Taksonomia
Gatunek opisany został w 1919 roku przez Herberta Edwarda Andrewesa. Holotypem jest samica.

## Opis
Ciało długości 8,4 mm. Przedplecze wydłużone. Golenie ciemnoceglaste.
Biegaczowaty ten przypomina M. bensoni, M. nigrotibialis i M. deuvie, przez posiadanie przedniej szczecinki labrum poniżej wierzchołka oraz 2 par plamek na pokrywach. Wyróżnia się jednak spośród nich rudobrązowymi głową i przedpleczem oraz czwartymi członami głaszczków szczękowych silnie rozszerzonymi.

## Występowanie
Gatunek ten występuje w Indiach, Kambodży, Laosie, chińskim Makau, Filipinach, Wietnamie oraz Indonezyjskiej Sumatrze.